# Bir-Hakeim (stanice metra v Paříži)
Bir-Hakeim je nadzemní stanice pařížského metra na lince 6 v 15. obvodu v Paříži. Nachází se na viaduktu, který prochází po Boulevardu de Grenelle.

## Historie
Stanice byla otevřena 24. dubna 1906 jako součást úseku Passy ↔ Place d'Italie. V roce 1903 se oddělil od linky 1 úsek počínaje stanicí Étoile a vznikla nová linka 2 Sud (2 Jih), též nazývána Circulaire Sud (Jižní okruh). Tato linka byla právě 24. dubna 1906 rozšířena od stanice Passy po Place d'Italie. 14. října 1907 byla linka 2 Sud zrušena a připojená k lince 5. Dne 12. října 1942 byla stanice Bir-Hakeim, respektive celý úsek Étoile ↔ Place d'Italie opět odpojena od linky 5 a spojena s linkou 6, která tak získala dnešní podobu.
26. září 1979 byla zprovozněna linka RER C na nedaleké stanici, na kterou je možno přestoupit.
12. srpna 2007 došlo na nástupišti k tragédii, když byl italský sportovní novinář Sergio Vantaggiato napaden dvěma kapsáři. Při napadení utrpěl pádem ze schodů zranění, na jehož následky zemřel.
Stanice byla na počátku roku 2008 renovována, práce byly dokončeny 10. března.

## Název

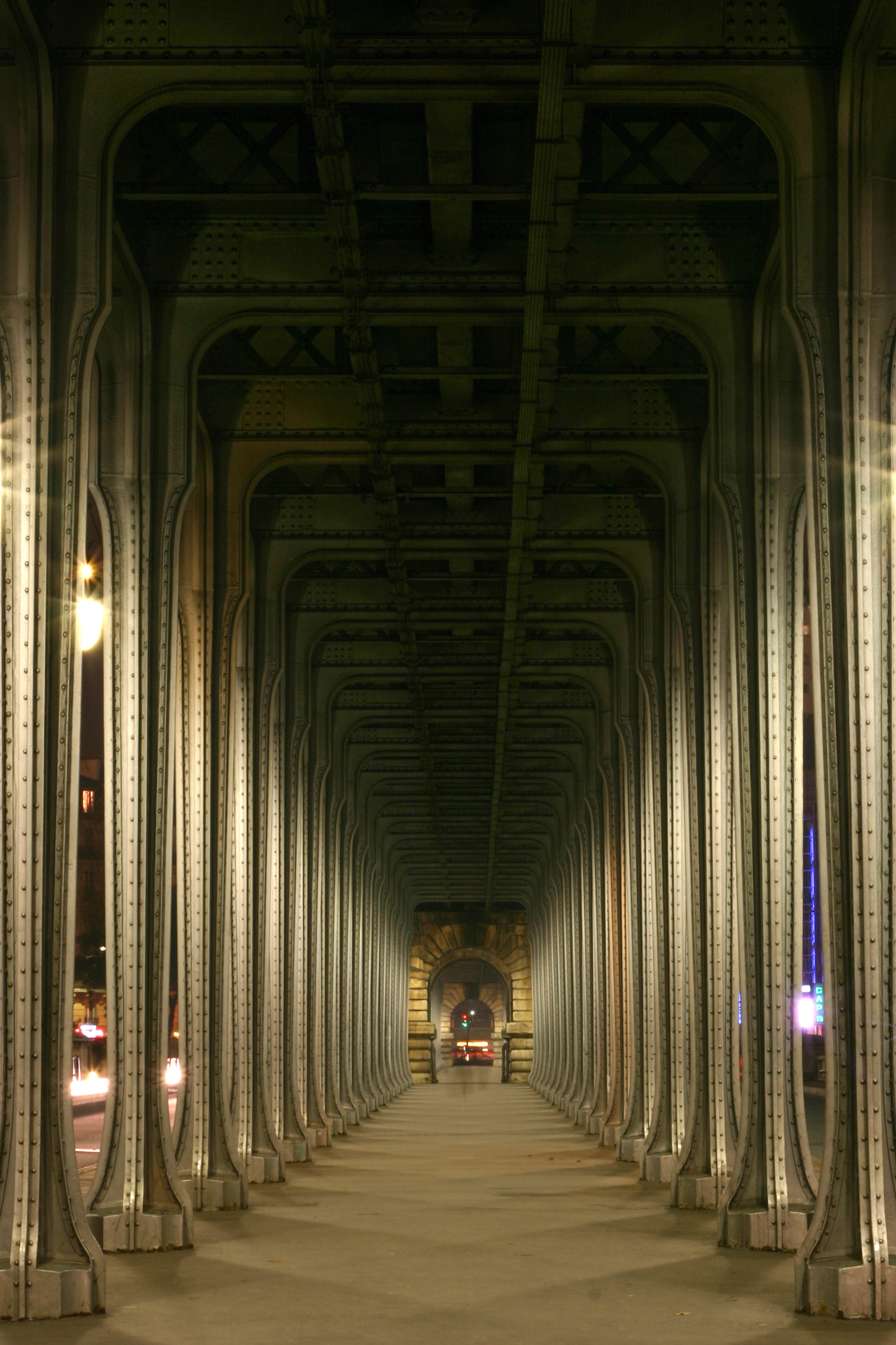
Přes Most Bir-Hakeim vede viadukt, po němž jezdí metro

Stanice byla pojmenována původně Grenelle po stejnojmenném bulváru. 18. června 1949 byla přejmenována na dnešní název. Jméno stanice a nedalekého mostu připomíná bitvu u Bir Hakeimu v roce 1942 během druhé světové války. Pamětní deska je umístěna u příchodu na nástupiště ve směru Nation.

## Vstupy
- Rue Nelaton
- Boulevard de Grenelle u domu č. 2
- Place des Martyrs des Vélodromes

## Zajímavosti v okolí
- Eiffelova věž
- Musée du quai Branly
- Nedaleko stával Vélodrome d'Hiver (Zimní velodrom) - cyklistický stadion, kde bylo 16. července 1942 shromážděno prvních 13.000 pařížských Židů před jejich deportací do koncentračních táborů. Velodrom byl zbořen v roce 1960 při přestavbě čtvrti. Pomník na tuto událost byl postaven jižně od stanice nad kolejemi linky RER C.
- Pont de Bir-Hakeim